# Arijon Ibrahimović
Arijon Ibrahimović (Norimberga, 11 dicembre 2005) è un calciatore tedesco, centrocampista o attaccante dell'Heidenheim, in prestito dal Bayern Monaco, e della nazionale Under-20 tedesca.

## Biografia
Nato a Norimberga l'11 dicembre 2005, la sua famiglia è di origini kosovare e albanesi.

## Caratteristiche tecniche
Paragonato a Leon Goretzka, viene descritto come un centrocampista box to box abile sia in fase difensiva che offensiva. Può giocare sia da mezzala che da trequartista e da esterno di attacco.

## Carriera

### Club

#### Giovanili e Bayern Monaco
Dopo aver giocato nelle squadre giovanili del Greuther Fürth e del Norimberga, si è trasferito nel settore giovanile del Bayern Monaco a partire dal 2018. Dopo aver particolarmente impressionato grazie alle proprie prestazioni, è stato ammesso nella rosa Under-19 già all'età di 16 anni, iniziando anche ad allenarsi con la prima squadra a partire dalla stagione 2021-2022. Nel settembre 2022 venne nominato dal quotidiano inglese The Guardian nella lista dei migliori giocatori al mondo nati nel 2005.
Il 13 gennaio 2023, assieme ai suoi compagni della seconda squadra Johannes Schenk, Tarek Buchmann, Yusuf Kabadayı e Lovro Zvonarek, ha avuto la possibilità di debuttare ufficialmente in prima squadra in un'amichevole contro il Salisburgo: dopo essere subentrato a Jamal Musiala, ha messo a segno la seconda rete per accorciare il risultato che prima di allora era sul 3-1; la gara si è conclusa con un pareggio 4-4. Quattro giorni dopo ha rinnovato il proprio contratto con la società bavarese fino al 2025, venendo promosso definitivamente in prima squadra.
L'11 febbraio 2023 ha debuttato in Bundesliga subentrando a Leroy Sané al 77' minuto della gara vinta per 3-0 contro il Bochum, diventando così il secondo esordiente più giovane nella storia del club dopo Paul Wanner.

#### Prestito al Frosinone
Il 1º settembre 2023 viene ufficializzata la sua cessione in prestito con diritto di riscatto al Frosinone, club neopromosso in Serie A. Debutta con i ciociari esattamente un mese dopo, subentrando ad Enzo Barrenechea all'86' minuto della gara persa in trasferta per 2-0 contro la Roma. Mette a segno la prima rete per il club gialloblù il 2 novembre seguente, in una gara di Coppa Italia contro il Torino. Dopo quattro giorni metterà a segno un'altra rete, questa volta in campionato, in casa contro l'Empoli, divenendo tra l'altro il primo giocatore nato nel 2005 nella storia della Serie A a mettere a segno una rete.

#### Lazio
Dopo un breve ritorno al Bayern Monaco, il 13 gennaio 2025 viene ingaggiato dalla Lazio, in prestito. Esordisce con i biancocelesti il 25 febbraio nella partita dei quarti di finale di Coppa Italia in casa dell'Inter, subentrando al 78' a Gustav Isaksen.

### Nazionale
Ibrahimović ha militato nelle selezioni Under-16, Under-17 e Under-18 della Nazionale tedesca. Dal 6 settembre 2023 fa parte della Nazionale Under-19, debuttando in un'amichevole vinta per 1-0 contro l'Inghilterra.

## Statistiche

### Presenze e reti nei club
Statistiche aggiornate al 16 marzo 2025.
| Stagione                | Squadra                 | Campionato              | Campionato | Campionato | Coppe nazionali | Coppe nazionali | Coppe nazionali | Coppe continentali | Coppe continentali | Coppe continentali | Altre coppe | Altre coppe | Altre coppe | Totale | Totale | Totale |
| Stagione                | Squadra                 | Comp                    | Pres       | Reti       | Comp            | Pres            | Reti            | Comp               | Pres               | Reti               | Comp        | Pres        | Reti        | Pres   | Reti   |        |
| ----------------------- | ----------------------- | ----------------------- | ---------- | ---------- | --------------- | --------------- | --------------- | ------------------ | ------------------ | ------------------ | ----------- | ----------- | ----------- | ------ | ------ | ------ |
| 2022-2023               | Bayern Monaco II        | RL                      | 9          | 3          | -               | -               | -               | -                  | -                  | -                  | -           | -           | -           | 9      | 3      |        |
| lug.-set. 2023          | Bayern Monaco II        | RL                      | 2          | 1          | -               | -               | -               | -                  | -                  | -                  | -           | -           | -           | 2      | 1      |        |
| 2022-2023               | Bayern Monaco           | BL                      | 1          | 0          | CG              | 0               | 0               | UCL                | 0                  | 0                  | SG          | 0           | 0           | 1      | 0      |        |
| set. 2023-2024          | Frosinone               | A                       | 16         | 1          | CI              | 2               | 1               | -                  | -                  | -                  | -           | -           | -           | 18     | 2      |        |
| 2024- gen. 2025         | Bayern Monaco II        | RL                      | 4          | 2          | -               | -               | -               | -                  | -                  | -                  | -           | -           | -           | 4      | 2      |        |
| Totale Bayern Monaco II | Totale Bayern Monaco II | Totale Bayern Monaco II | 15         | 6          |                 | -               | -               |                    | -                  | -                  |             | -           | -           | 15     | 6      |        |
| 2024-gen. 2025          | Bayern Monaco           | BL                      | 1          | 0          | CG              | 1               | 0               | UCL                | 1                  | 0                  | Cmc         | 0           | 0           | 3      | 0      |        |
| Totale Bayern Monaco    | Totale Bayern Monaco    | Totale Bayern Monaco    | 2          | 0          |                 | 1               | 0               |                    | 1                  | 0                  |             | 0           | 0           | 4      | 0      |        |
| gen.-giu. 2025          | Lazio                   | A                       | 1          | 0          | CI              | 1               | 0               | UEL                | -                  | -                  | -           | -           | -           | 2      | 0      |        |
| Totale carriera         | Totale carriera         | Totale carriera         | 34         | 7          |                 | 4               | 1               |                    | 1                  | 0                  |             | -           | -           | 39     | 8      |        |

### Cronologia presenze e reti in nazionale
| Cronologia completa delle presenze e delle reti in nazionale ― Germania under 20 | Cronologia completa delle presenze e delle reti in nazionale ― Germania under 20 | Cronologia completa delle presenze e delle reti in nazionale ― Germania under 20 | Cronologia completa delle presenze e delle reti in nazionale ― Germania under 20 | Cronologia completa delle presenze e delle reti in nazionale ― Germania under 20 | Cronologia completa delle presenze e delle reti in nazionale ― Germania under 20 | Cronologia completa delle presenze e delle reti in nazionale ― Germania under 20 | Cronologia completa delle presenze e delle reti in nazionale ― Germania under 20 |
| Data                                                                             | Città                                                                            | In casa                                                                          | Risultato                                                                        | Ospiti                                                                           | Competizione                                                                     | Reti                                                                             | Note                                                                             |
| -------------------------------------------------------------------------------- | -------------------------------------------------------------------------------- | -------------------------------------------------------------------------------- | -------------------------------------------------------------------------------- | -------------------------------------------------------------------------------- | -------------------------------------------------------------------------------- | -------------------------------------------------------------------------------- | -------------------------------------------------------------------------------- |
| 15-11-2024                                                                       | Chesterfield                                                                     | Inghilterra under 20                                                             | 4 – 0                                                                            | Germania under 20                                                                | Torneo Otto Nazioni                                                              | -                                                                                | 67’                                                                              |
| 19-11-2024                                                                       | Istanbul                                                                         | Turchia under 20                                                                 | 0 – 2                                                                            | Germania under 20                                                                | Torneo Otto Nazioni                                                              | -                                                                                |                                                                                  |
| Totale                                                                           |                                                                                  | Presenze                                                                         | 2                                                                                |                                                                                  | Reti                                                                             | 0                                                                                |                                                                                  |

## Palmarès

### Club

#### Competizioni nazionali
- Campionato tedesco: 1

Bayern Monaco: 2022-2023